# Walter Frederick Gale
Walter Frederick Gale (Paddington, 27 de novembro de 1865 — Waverley, 1 de junho de 1945) foi um australiano banqueiro nascido em Paddington, que tinha um forte interesse em astronomia e construiu seu primeiro telescópio em 1884. Em 1935 ele recebeu a Medalha Jackson-Gwilt.
Ele descobriu vários cometa, incluindo o cometa periódico perdido 34D/Gale.  Ele também descobriu cinco estrelas duplas do sul com o prefixo GLE e vários objetos do céu escuro, incluindo a nebulosa planetária, IC 5148 em Grus. Em 1892, ele descreveu oásis e canais em Marte. Ele foi premiado com a Medalha Jackson-Gwilt da Royal Astronomical Society em 1935 por "descobertas de cometas e seu trabalho para astronomia em Nova Gales do Sul."
Uma cratera em Marte, Gale Crater, foi nomeada em sua homenagem. Foi selecionado como o local de pouso de 2012 para o Curiosity Rover.